# Corydoras leucomelas
Corydoras leucomelas es un pez tropical de agua dulce perteneciente a la familia Callichthyidae. Se lo encuentra en América del Sur, en la alta cuenca del Amazonas. 
Los peces pueden alcanzar los 4,5 cm de longitud SL (largo estándar). Tiene aleta dorsal de color negra y una línea negra vertical sobre los ojos. Son peces de fondo.
Fórmula de las aletas: Dorsale I/8, Anale I/6, Pectorale 1/9, Ventrale I/6.